# Langley Air Force Base
Langley Air Force Base (IATA-code: LFI, ICAO-code: KLFI) is een vliegbasis van de United States Air Force in Hampton in de Amerikaanse staat Virginia. Het was een van de tweeëndertig trainingskampen van de Air Service die als Langley Field werden opgericht na de intrede van de Verenigde Staten in de Eerste Wereldoorlog in april 1917.
In oktober 2010 werd Langley Air Force Base samengevoegd met het in de nabijheid gelegen Fort Eustis om Joint Base Langley-Eustis te worden. De basis is opgericht in overeenstemming met de wetgeving van het Congres ter uitvoering van de aanbevelingen van de Base Realignment and Closure Commission van 2005. De wetgeving beval de consolidatie van de twee faciliteiten die in de buurt waren, maar afzonderlijke militaire installaties, tot een enkele gezamenlijke basis, een van de 12 die als gevolg van de wet in de Verenigde Staten werden gevormd. Tussen de delen van de Joint Base ligt ook in het westen Newport News gekend van de Newport News Shipbuilding werven waar de grootste schepen van de United States Navy worden gebouwd en onderhouden, waaronder alle vliegdekschepen.
De missie van de luchtmacht in Langley is om het vermogen voor snelle wereldwijde inzet en luchtoverwicht voor de Verenigde Staten of geallieerde strijdkrachten te behouden. De basis is een van de oudste faciliteiten van de luchtmacht, opgericht op 30 december 1916, voorafgaand aan de deelname van Amerika aan de Eerste Wereldoorlog door de Aviation Section, U.S. Signal Corps, genoemd naar luchtvaartpionier Samuel Pierpont Langley, een aerodynamische pionier en voormalig secretaris van het Smithsonian Institution. In 1887 begon Langley met aerodynamische experimenten en vormde een basis voor praktische pioniersluchtvaart. In 1896 bouwde hij het eerste stoommodelvliegtuig en in 1903 het eerste benzinemodel.
Langley Field werd tijdens de Eerste Wereldoorlog gebruikt als vliegveld, ballonstation, waarnemersschool, fotografieschool, experimentele technische afdeling en voor kustverdediging vanuit de lucht. Het is gelegen op 3.152 hectare grond tussen de stad Hampton in het zuiden en het LaRC (Langley Research Center) van de NASA in het noorden aan de oevers van de Back River, een inham van de Chesapeake Bay.
De basis huist de 1st Fighter Wing met squadrons die vliegen met F-22 Raptor en een opleidingssquadron op T-38A Talon. Langley is ook gastheer van onder meer het Air Force Command and Control Integration Center en het Headquarters Air Combat Command (ACC).
Langley is ook de thuisbasis van het F-22 Raptor Demo Team. Dit team, dat de hele wereld over reist om verschillende manoeuvres uit te voeren die worden gebruikt in luchtgevechten, wordt gebruikt om te helpen rekruteren voor de Amerikaanse luchtmacht. Het squadron treedt op tijdens vliegshows en andere speciale evenementen en is het enige demonstratieteam dat de F-22 Raptor gebruikt.
"AirPower over Hampton Roads" is een terugkerende vliegshow die in het voorjaar in Langley wordt gehouden. Er vinden veel demonstraties plaats, waaronder de F-22 Raptor Demonstration, Aerobatics en parachutedemo's.
Vanwege de mogelijkheid van crashes van de F-22's en andere vliegtuigen die op de basis zijn gestationeerd, is de stad Hampton een partnerschap aangegaan met het Gemenebest van Virginia en de luchtmacht van de Verenigde Staten om particulier eigendom te kopen binnen de Clear Zone en Accident Potential Zones, zonder gebruik te maken van een eminent domein, om een veiligheidsbufferzone rond de basis te creëren.